# Karad
Karad è una città dell'India di 56.149 abitanti, situata nel distretto di Satara, nello stato federato del Maharashtra. In base al numero di abitanti la città rientra nella classe II (da 50.000 a 99.999 persone).

## Geografia fisica
La città è situata a 17° 16' 60 N e 74° 12' 0 E e ha un'altitudine di 565 m s.l.m..

## Società

### Evoluzione demografica
Al censimento del 2001 la popolazione di Karad assommava a 56.149 persone, delle quali 28.919 maschi e 27.230 femmine. I bambini di età inferiore o uguale ai sei anni assommavano a 6.302, dei quali 3.431 maschi e 2.871 femmine. Infine, coloro che erano in grado di saper almeno leggere e scrivere erano 42.702, dei quali 23.212 maschi e 19.490 femmine.